# Cruz del Milenio
La Cruz del Milenio (en macedonio: Милениумски крст) es una estructura de 66 metros de altura situado en la cima de la montaña Vodno en Skopie, Macedonia del Norte, se trata de una de las cruces más altas del mundo. Fue construida para servir como un monumento a los 2.000 años de cristianismo en Macedonia del Norte y en el mundo.
La construcción de la cruz se inició en 2002 y fue financiada por la Iglesia Ortodoxa Macedonia, el gobierno macedonio y donaciones de los macedonios de todas partes del mundo. La cruz fue construida en el punto más alto de la montaña Vodno en un lugar conocido desde la época del Imperio Otomano como "Krstovar", que significa "Lugar de la cruz", ya que había una cruz más pequeña situada allí. El 8 de septiembre de 2008, el día de la independencia de Macedonia del Norte, se instaló un ascensor en el interior de la cruz.